# Andreas Siljeström
Andreas Siljeström (ur. 21 lipca 1981) – szwedzki tenisista, reprezentant kraju w Pucharze Davisa.

## Kariera tenisowa
Karierę zawodową rozpoczął w 2001 roku.
Najlepszymi wynikami Szweda w rozgrywkach ATP World Tour są trzy finały gry podwójnej, w Båstad z połowy lipca 2011 roku, w Belgradzie z początku maja 2012 roku oraz w Atlancie z sierpnia 2016 roku.
Od sezonu 2017 reprezentuje Szwecję w Pucharze Davisa.
Najwyżej sklasyfikowany w rankingu deblistów był na 57. miejscu w maju 2012 roku.

### Finały w turniejach ATP World Tour
| Legenda                                      |
| -------------------------------------------- |
| Wielki Szlem                                 |
| Igrzyska olimpijskie                         |
| Tennis Masters Cup / ATP Finals              |
| ATP Masters Series / ATP Tour Masters 1000   |
| ATP International Series Gold / ATP Tour 500 |
| ATP International Series / ATP Tour 250      |

#### Gra podwójna (0–3)
| Końcowy wynik | Nr | Data            | Turniej | Nawierzchnia | Partner         | Przeciwnicy                     | Wynik finału   |
| ------------- | -- | --------------- | ------- | ------------ | --------------- | ------------------------------- | -------------- |
| Finalista     | 1. | 17 lipca 2011   | Båstad  | Ceglana      | Simon Aspelin   | Robert Lindstedt Horia Tecău    | 3:6, 3:6       |
| Finalista     | 2. | 6 maja 2012     | Belgrad | Ceglana      | Martin Emmrich  | Jonatan Erlich Andy Ram         | 6:4, 2:6, 6–10 |
| Finalista     | 3. | 7 sierpnia 2016 | Atlanta | Twarda       | Johan Brunström | Andrés Molteni Horacio Zeballos | 6:7(2), 4:6    |